# DJ Ringo
DJ Ringo, pseudonimo di Rocco Maurizio Anaclerio (Paderno Dugnano, 25 febbraio 1961), è un disc jockey, conduttore radiofonico e conduttore televisivo italiano.

## Biografia
Di famiglia barese , inizia da parrucchiere nei primi anni '80 da Hair for Heroes, a Milano in corso Concordia, salone specializzato nel creare acconciature punk. In seguito nel 1987, insieme all'imprenditore Giorgio Baldaccini e al creativo Roberto Galli crea la storica discoteca Hollywood Rythmoteque, dove lavora come DJ per alcuni anni.
Ha lavorato come conduttore per le emittenti radiofoniche RTL 102.5 e Radio 105 dove è stato il creatore e conduttore del programma Revolver; ha lavorato in televisione conducendo il programma Doctor Ringo su Rock TV; poi ha assunto l'incarico di direttore artistico per Virgin Radio Italia dove continua a condurre il suo programma Revolver e, su Virgin Radio TV, il programma Garage Revolver. È stato uno dei primi DJ di Radio RockFM.
Nel 2003 partecipa come concorrente alla prima edizione del reality show L'isola dei famosi trasmessa su Rai 2. Nel 2006 ha fatto parte del cast del docu-reality show On the Road, dove gestiva i collegamenti nel Molise. Ha curato settimanalmente una rubrica d'opinione sul quotidiano City. Dal 10 novembre 2018 conduce su Italia 1 il programma Drive Up. Nel 2023 fa una piccola parte, interpretando se stesso, nel film Tic toc.

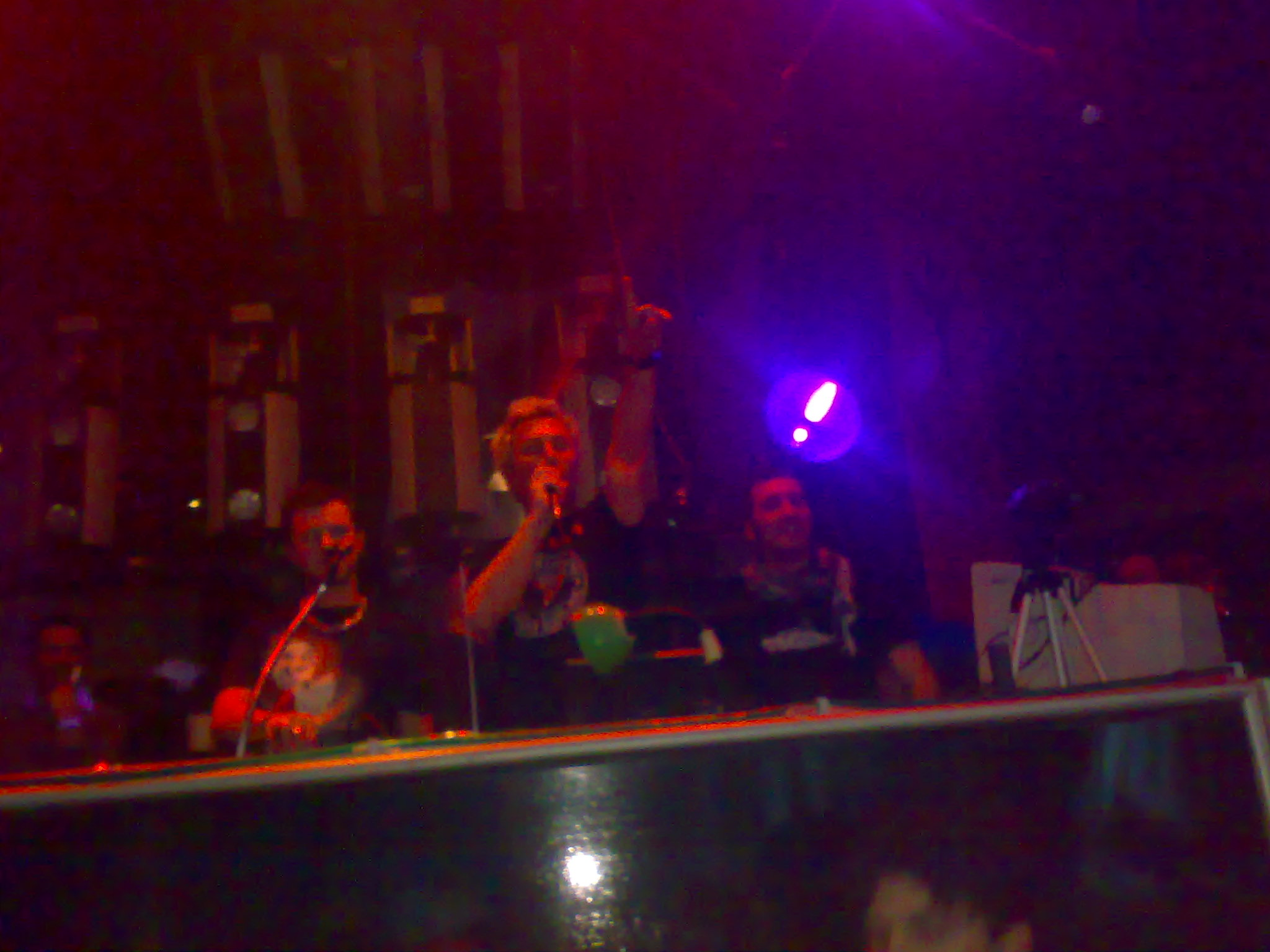
DJ Ringo (al centro) live al TempoRock di Gualtieri (RE) nel 2010

### Vita privata
Ex compagno di Elenoire Casalegno, da cui ha avuto una figlia, è fidanzato con l'ex pallavolista Rachele Sangiuliano. È tifoso del Milan.

## Filmografia
- Vita Smeralda, regia di Jerry Calà (2006)
- Un Natale per due, regia di Giambattista Avellino (2011)
- Asfalto rosso, regia di Ettore Pasculli (2011)
- Indovina chi viene a Natale?, regia di Fausto Brizzi (2013)
- Tic toc, regia di Davide Scovazzo (2023)